# Bekmurod Oltiboev
Bekmurod Oltiboev (17 de junio de 1996) es un deportista uzbeko que compite en judo. Ganó una medalla de bronce en los Juegos Asiáticos de 2018, y una medalla de bronce en el Campeonato Asiático de Judo de 2022.

## Palmarés internacional
| Juegos Asiáticos    | Juegos Asiáticos       | Juegos Asiáticos  | Juegos Asiáticos |
| Año                 | Lugar                  | Medalla           | Categoría        |
| ------------------- | ---------------------- | ----------------- | ---------------- |
| 2018                | Yakarta (Indonesia)    | Medalla de bronce | +100 kg          |
| Campeonato Asiático |                        |                   |                  |
| Año                 | Lugar                  | Medalla           | Categoría        |
| 2022                | Nursultán (Kazajistán) | Medalla de bronce | +100 kg          |